# Lars Georg Rabenius
Lars Georg Rabenius (født 18. januar 1771, død 23. juli 1846) var en svensk retslærd og nationaløkonom. Han var søn af Olof Ingelsson Rabenius og far til Theodor Rabenius.
Rabenius blev student 1783, magister i filosofi 1791, cand. jur. 1792 og lic. jur. 1800. Han var 1807—37 professor i Uppsala. Foruden en del akademiske programmer og lignende — Observattiones Historiam Ziguenorum illustrantes (1791), Officium parentale etc. til Axel Fersens minde (1811), Åminnelse-tal öfver Matthias Calonius (1817) — skrev Rabenius Lärobok i svenska Kameral-lagfarenheten (1825, 2. oplag 1832), Lärobok i National-Ekonomien (1829), Lärobok i svenska Kyrko-Lagfarenheten, som med et digt tilegnedes Frans Michael Franzén (1836). Rabenius var medlem av straffelovskommissionen, men hans udkast tilfredsstillede ikke denne, hvad der havde hans udtrædelse deraf til følge.